# Abdelá Taia
Adbelá Taia (también escrito como Abdellah Taïa) (Salé, 1973) es un escritor y cineasta marroquí abiertamente homosexual, que desde 1998 vive en París en el exilio por las políticas hacia los derechos LGTBIQ+, y humanitarios en general del Reino de Marruecos.
Taia creció en una familia con nueve hermanos en Salé. A través de su padre, conserje de la biblioteca local de Rabat, entró en contacto con la literatura. Taia tuvo de adolescente sus primeras experiencias homosexuales, que le confrontaron con el machismo de la sociedad marroquí.  
Estudió literatura francesa en Rabat. Tuvo la oportunidad de abandonar Marruecos a mediados de la década de 1990 gracias a un semestre de estudio en Ginebra. Más tarde estudiaría en la Sorbona, en París.
En 2006 salió del armario públicamente en una entrevista con la revista política Tel Quel, siendo el primer intelectual marroquí en hacerlo de esta forma. Por esta razón, fue muy criticado en Marruecos.
Los libros de Taia no sólo tratan sobre su vida como homosexual en un ambiente homófobo, sino que también reflexionan sobre un fondo autobiográfico sobre las experiencias sociales de la generación de marroquíes que creció en los años 1980 y 1990.

## Obra(selección)
- Mon Maroc, relato. Séguier 2000; En español: Mi Marruecos. Traducción: Lydia Vázquez Jiménez. Editorial Cabaret Voltaire, 2009.
- Le rouge du Tarbouche, novela. Séguier 2004
- L'armée du salut, novela. Seuil 2006
- Maroc 1900–1960, un certain regard. Actes Sud 2007 (con Frédéric Mitterrand)
- Une mélancolie árabe, novela. Seuil, 2008
- Le jour du roi, novela. Seuil, 2010. Premio de Flore (2010). En español: El día del rey. Traducción: Gerardo Markuleta. Irún: Alberdania, 2011.
- Infidèles, novela. Seuil, 2012.  En español: Infieles. Traducción: Lydia Vázquez Jiménez. Editorial Cabaret Voltaire, 2014.
- Un pays pour mourir, novela. Seuil, 2015. En español: Un país para morir. Traducción:  Lydia Vázquez Jiménez. Editorial Cabaret Voltaire, 2021.
- Celui qui est digne d'être aimé, novela. Seuil, 2017.  En español: El que es digno de ser amado. Traducción: Lydia Vázquez Jiménez. Editorial Cabaret Voltaire, 2018.
- La Vie lente , novela, Seuil, 2019.  En español: La vida lenta. Traducción: Lydia Vázquez Jiménez. Editorial Cabaret Voltaire, 2020.